# Reprezentacja Albanii U-21 w piłce nożnej mężczyzn
Reprezentacja Albanii U-21 w piłce nożnej – młodzieżowa reprezentacja Albanii sterowana przez Federata Shqiptare e Futbollit. Młodzi Albańczycy tylko raz wystąpili na młodzieżowych mistrzostwach Europy. Miało to miejsce na turnieju w 1984 roku. Dotarli tam do ćwierćfinałów, ulegając Włochom. 

## ME U-21 w 1984 r.
Reprezentacja Albanii U-21 nigdy wcześniej nie zakwalifikowała się do żadnego turnieju w swojej historii. Jedynym takim występem były Mistrzostwa Europy w 1984 roku. Albania została dolosowana do grupy eliminacyjnej wraz z RFN, Turcją i Austrią. 

### Kwalifikacje
- Austria – Albania 1:2
- Turcja – Albania 0:1
- Albania – RFN 1:1
- Albania – Turcja 1:0
- Albania – Austria 3:0
- RFN – Albania 1:1

Tabela:
| M  | Reprezentacja | L.m. | Zw. | Rem. | Por. | Bramki | R.br. | Pkt |
| 1. | Albania       | 6    | 4   | 2    | 0    | 9:3    | +6    | 10  |
| 2  | Niemcy        | 6    | 3   | 3    | 0    | 13:4   | +9    | 9   |
| 3  | Turcja        | 6    | 1   | 1    | 4    | 6:11   | -5    | 3   |
| 4  | Austria       | 6    | 0   | 2    | 4    | 4:14   | -10   | 2   |

### Ćwierćfinały
Albania po przejściu grupy eliminacyjnej została wylosowana do pojedynku z jedną z najlepszych drużyn świata – Włochami. Waleczna reprezentacja z Bałkanów, pomimo ogromnej woli walki i determinacji nie pokonała wyżej notowanej drużyny z Italii. 
- Albania – Włochy 0:1
- Włochy – Albania 1:0

### Podsumowanie turnieju
Mistrzostwa Europy U-21 w 1984 roku były jak dotąd jedyną okazją dla albańskiego futbolu do występu reprezentacji na tego typu turnieju. Dzień awansu na mistrzostwa jest do dziś wspominany jako największy sukces w historii piłki nożnej w tym kraju. Niezapomnianym wydarzeniem w Albanii był występ w grupie eliminacyjnej mistrzostw, gdzie reprezentacja nie przegrała żadnego spotkania i odnotowała dwa remisy z jednym z najlepszych zespołów świata, Niemcami (RFN).